# Erhart Nenninger

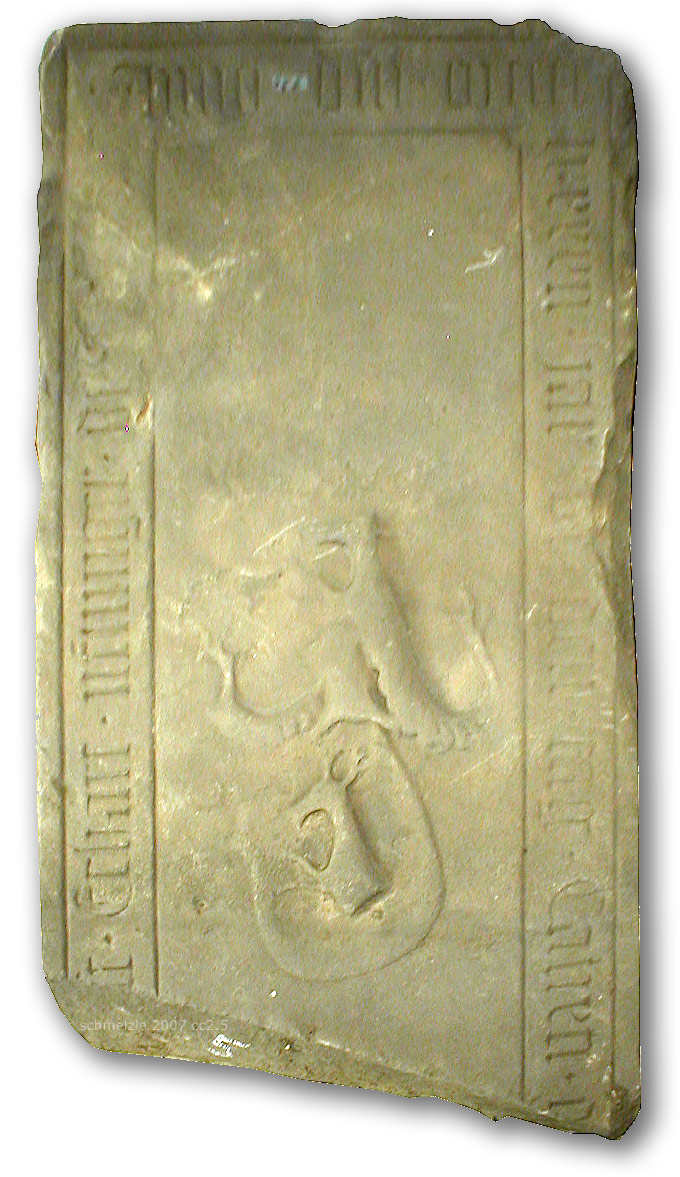
Nenninger-Grabplatte

 Erhart Nenninger (* in Heilbronn; † 14. Oktober 1492 in Heilbronn) war 1473 Bürgermeister der Reichsstadt Heilbronn und 1490 Pfleger des Heilbronner Karmeliterklosters.
Die Familie Nenninger stellte ab 1434 Richter und Bürgermeister in Heilbronn und erhielt 1442 einen kaiserlichen Wappenbrief. Das Wappen der Nenninger stellt einen aufrecht stehenden goldfarbenen Hirsch dar, der sich nach links wendet. Das Ganze ist vor einem roten Hintergrund gegeben.
Die Grabplatte von Nenninger befindet sich im Stadtarchiv Heilbronn angeschlossenen Heilbronner Lapidarium im Alten Milchhof.